# Isla Aruro
Isla Aruro es la mayor isla del Lago Abaya, que se encuentra en el sur del país africano de Etiopía. La isla tiene una latitud y longitud de 06°24′N 37°56′E / 6.400, 37.933. Aruro es administrativamente parte de Boreda Abaya, un Woreda (como es llamada una división administrativa local) de la Zona Gamo 
Gofa, en la Región de las Naciones, Nacionalidades y Pueblos del Sur.